# Andrea Eskau
Andrea Eskau (21 marzo 1971) è una biatleta tedesca paralimpica, handbiker e sciatrice di fondo, vincitrice di tre medaglie d'oro ai giochi paralimpici estivi. Nel 2014, ha ricevuto un'altra medaglia d'oro alle Paralimpiadi invernali del 2014 a Soči, in Russia..

## Biografia
È diventata paraplegica nel 1998 quando, mentre andava a scuola, ha avuto un incidente in bicicletta. L'incidente, che ha provocato la rottura di alcune vertebre, l'ha lasciata senza l'uso delle gambe, di conseguenza utilizza la sedia a rotelle.

## Carriera
Nel 2013 è stata vincitrice dello sci di fondo seduta ai Campionati mondiali di sci nordico IPC. Eskau ha anche gareggiato in handbike alle Paralimpiadi del 2016 a Rio de Janeiro vincendo una medaglia d'oro nella corsa su strada H5 e portando a casa una medaglia di bronzo nella gara di cronometro su strada H4-5. Nel 2018, Eskau ha gareggiato in biathlon alla sua terza Paralimpiade invernale, dove ha vinto l'oro in entrambe le discipline 10 km e 12,5 km seduta.

## Palmarès

### Paralimpiadi estive

#### Handbike
- 5 medaglie:
  - 4 ori (su strada HC A/B/C a Pechino 2008; cronometro su strada H4 e su strada H4 a Londra 2012; su strada H5 a Rio de Janeiro 2016)
  - 1 bronzo (cronometro su strada H4-5 a Rio de Janeiro 2016)

### Paralimpiadi invernali

#### Sci di fondo
- 5 medaglie:
  - 4 argenti (5 km a Soči 2014; 5 km classica, 1,1 km sprint e 12 km a Pyeongchang 2018)
  - 1 bronzo (staffetta mista 4 x 2,5 km a Pyeongchang 2018)

#### Biathlon
- 4 medaglie:
  - 3 ori  (6 km a Soči 2014; 10 km e 12,5 km a Pyeongchang 2018)
  - 1 bronzo (individuale a Vancouver 2010)

### Mondiali
- 1 medaglia:
  - 1 oro (sci di fondo a Sollefteå 2013)